# 2351 O’Higgins
A 2351 O'Higgins (ideiglenes jelöléssel 1964 VD) a Naprendszer kisbolygóövében található aszteroida. Az Indianai Egyetem fedezte fel 1964. november 3-án.